# Valkeala
Valkeala è stato un comune finlandese di 11 422 abitanti, situato nella regione del Kymenlaakso. Il comune è stato soppresso nel 2009 ed è ora compreso nel comune di Kouvola.